# Manuel Bucuane
Manuel José Luís Bucuane (Lourenço Marques, 16 de agosto de 1973), mais conhecido como Tico-Tico é um ex-futebolista moçambicano que atuava como atacante.

## Biografia e carreira
Manuel Bucuane, o Tico-Tico nasceu em 16 de agosto de 1973 na cidade de Lourenço Marques (atual Maputo). Começou sua carreira no Desportivo de Maputo, e em 1994, transferiu-se para o Estrela da Amadora, de Portugal, permanecendo no mesmo até meados do ano seguinte. Retornou para seu país natal ainda em 1995 para jogar no Desportivo de Maputo.
Entre 1996 e 2000, Tico-Tico jogou pelo time do Jomo Cosmos, da África do Sul. Após uma breve passagem pelo estadunidense Tampa Bay Mutiny, ainda em 2000, retornou ao Jomo Cosmos, onde ficou mais 2 anos.
Jogou ainda por Supersport United, Orlando Pirates e Maritzburg United, todos da África do Sul, entre 2004 e 2008, quando voltou ao Jomo Cosmos pela terceira vez. Encerrou sua carreira em 2010, depois da terceira passagem pelo Desportivo de Maputo.

## Seleção Moçambicana
Tico-Tico é o recordista de jogos e maior artilheiro da Seleção Moçambicana de Futebol: foram 83 jogos disputados, com 27 gols marcados entre 1995 e 2010. Participou de 3 edições da Copa Africana de Nações (1996, 1998 e 2010).
Em setembro de 2012, foi homenageado pela Federação Moçambicana de Futebol por sua carreira internacional. Ainda jogou uma partida beneficente, como parte da homenagem. Um ano depois, foi escolhido como embaixador da Seleção Moçambicana.